# Capella de la Sang (Lleida)
La Capella de la Sang és un monument de la ciutat de Lleida protegit com a bé cultural d'interès nacional, en la categoria de Monument Històric.

## Descripció
Del conjunt de les edificacions, refetes en el segle xix per l'arquitecte lleidatà Agàpit Lamarca, inclòs sovint dins les tendències de gust neoclàssic, el més rellevant és la portada renaixentista del mur lateral. Obra probablement del segon quart del segle xvi, ha estat atribuïda a Gil de Morlanes, col·laborador de Damià Forment. És una portada constituïda per dos cossos, el més baix conté l'obertura en arc de mig punt entre dues pilastres adossades que, igual que l'entaulament que sostenen, estan decorades amb grotescs i flanquejades per bandes ornamentades amb trofeus. Un escut a la clau de l'arc, medallons amb angelots als carcanyols i un motllurat geometrizant resseguint l'arcada, completen la decoració d'aquest cos baix. L'entaulament sosté el cos superior compost per tres fornícules amb petxina separades per pilastres, que contenien sengles estàtues de sants, segons testimonis fotogràfics de principis de segle. Al damunt, un frontó triangular té el seu interior la figura, de mig cos, de Déu Pare. La transició entre la diferent amplada dels dos nivells sobreposats es fa mitjançant volutes zoomòrfiques.
Aquesta obra lleidatana forma part d'un grup de portades catalanes del mateix tipus que la de l'avantsala capitular i de Santa Maria la Vella, el claustre de la Seu Vella de Lleida, les dels Reials Col·legis de Tortosa (1564,1578 i 1585) i la de Sarroca de Segrià, que per a J. Garriga traslladen a Catalunya models d'ascendència castellanoaragonesa.

## Història
La Congregació de la Puríssima Sang, adquirí el 1803 l'església del convent dels hospitalers de Sant Antoni de Vienne, que aleshores passà a ser l'avui anomenat Oratori de la Sang. L'esmentat orde, mendicant hospitaler, s'establí a Lleida a finals del segle xiii i aprofità les construccions d'un hospital fundat a principis del mateix segle per Pere de Déu. Ubicat extramurs, al peu del turó de Gardeny, dona nom al que més endavant seria raval de sant Antoni, i fou englobat dins les muralles el 1483. Els antonians hi residiren fins al 1788, any de l'extinció de l'Institut. Tot i que els seus béns passaren a altres institucions benèfiques l'església restà oberta al culte.